# Związek Związków Zawodowych
Związek Związków Zawodowych (ZZZ) – polska centrala związkowa działająca w latach 1931-1939.

## Historia
powstała 25 maja 1931 w wyniku konsolidacji prosanacyjnych związków zawodowych: syndykalistycznej Generalnej Federacji Pracy, solidarystycznej Konfederacji Gospodarczych Związków Zawodowych, części sanacyjno-socjalistycznego Centralnego Zrzeszenia Klasowych Związków Zawodowych i nacjonalistycznych Polskich Związków Zawodowych „Praca” z Poznańskiego i Pomorza. Był jedną z trzech największych centrali związkowych w kraju (169 tysięcy członków w 1934 roku). ZZZ wydawał czasopisma: „Front Robotniczy”, „Front Pracownika Umysłowego”, „Front Górniczy Śląska i Zagłębia”, „Wiadomości Robotnicze”, „Głos Ludu” oraz dziennik „Głos Powszechny”. Przy ZZZ działał Robotniczy Instytut Oświaty i Kultury imienia S. Żeromskiego.
Główni działacze ZZZ: Jędrzej Moraczewski (prezes), Jerzy Szurig (sekretarz generalny), Stefan Kapuściński (działacz z Górnego Śląska), Kazimierz Zakrzewski (sekretarz Okręgu Lwowskiego). Większość działaczy ZZZ związana była z lewicowo-sanacyjnym Związkiem Naprawy Rzeczypospolitej. W ZZZ działali też anarchiści: Tomasz Pilarski (Sosnowiec, od 1939 w Wydziale Centralnym ZZZ), Władysław Głuchowski (Częstochowa) i Wiesław Protschke (Lwów). Nie jest do końca jasne czy działalność anarchistyczna w ramach ZZZ odbywała się jawnie, czy też w konspiracji przed kierownictwem.
Początkowo ZZZ udzielał poparcia obozowi rządzącemu i w zamian korzystał z poparcia administracji państwowej. Miał charakter reformistyczny, nie protestował przeciw sanacyjnemu autorytaryzmowi. Uchwalony na I Kongresie ZZZ program postulował zwiększenia roli państwa w gospodarce oraz zjednoczenie klasy robotniczej w niezależnych od partii związkach zawodowych. Negowano walkę klas, konflikty społeczne rozstrzygać miał arbitraż państwa.
W okresie Wielkiego Kryzysu w ZZZ narastał konflikt między solidarystyczną grupą Tomaszkiewicza i Malinowskiego a syndykalistami (Jędrzej Moraczewski, J. Szurig, B. Gawlik, G. Zieliński, S. Kapuściński, Stefan Szwedowski). Podczas II Kongresu ZZZ w 1934 pod wpływem syndykalistów doszło do radykalizacji programu. Choć nadal podkreślał ponadklasowy charakter państwa i postulował ewolucyjne przemiany to uznał już walkę klas i proklamował hasło „przejęcia na własność społeczną warsztatów pracy”. W 1935 ZZZ zawarł „pakt o nieagresji” z socjalistyczną centralą związkową. Od 1936 m.in. pod wpływem kontaktów z anarchistami zaznaczyła się coraz większa zmiana kursu w stronę syndykalizmu. „Deklaracja ideowa” uchwalona na III Kongresie Związku w 1937 roku głosiła walkę klas, domagała się nacjonalizacji i komunalizacji wielkich zakładów, banków i handlu zagranicznego, postulowała „demokrację ludową” (łączącą silną władzę wykonawczą z prawami obywatelskimi i udziałem mas ludowych w rządzeniu). Kongres uchwalił też rezolucję solidaryzującą się z hiszpańską centralę anarchosyndykalistyczną CNT i odmówił przystąpienia do Obozu Zjednoczenia Narodowego.
Od tego czasu związek poddawany był stałym represjom policyjnym i sądowym (interwencje cenzury, aresztowania, procesy za udział w manifestacjach i antypaństwowe wypowiedzi publiczne). W 1937 policja siłą zajęła lokale ZZZ na Śląsku, żeby przekazać je prorządowej grupie rozłamowej. Solidaryści z ZZZ doprowadzili do rozłamu, w wyniku którego większość członków przeszła do prorządowego Zjednoczenia Polskich Związków Zawodowych (liczebność ZZZ spadła do 35.000 członków).
13-14 marca 1938 odbył się IV Kongres ZZZ, który przyjął nową Deklarację Ideową, wykładnię polskiego syndykalizmu. Program związku postulował teraz bezklasowe społeczeństwo wytwórców, społeczny zarząd nad zakładami pracy, bezpartyjne związki zawodowe i strajk generalny jako metodę urzeczywistnienia celów związku. Zarazem podkreślał swój patriotyzm głosząc troskę o los narodu i państwa, „budowanie nowego ustroju na podłożu polskim”, zachowanie niezależności od Międzynarodówek.
W trakcie II wojny światowej członkowie ZZZ współtworzyli m.in. Związek Syndykalistów Polskich.